# 七尾仏壇
七尾仏壇（ななおぶつだん）は、石川県七尾市で生産される仏壇。七尾仏壇協同組合の地域団体商標である（商標登録第5004061号）。

## 概要
手作りによる作業が中心で、堅牢で漆塗りや金箔加工を使用した装飾が特徴。

## 歴史
室町時代、能登国守護の畠山満慶が蒔絵・彫刻等の工芸産業を保護・奨励し七尾仏壇の基礎を築く。
江戸時代初期、「塗師町通り」「木町」「大工町」などの職人街がすでに形成されていた。
明治時代初期、現在の七尾仏壇協同組合の前身である「七尾町塗師業仲間」の存在が確認されている。

### 関係年表
- 1975年
  - 七尾仏壇協同組合設立。
- 1978年
  - 7月22日　伝統的工芸品指定。
- 2006年
  - 10月27日　「七尾仏壇」の商標登録認定。